# جوناثان بايليس
جوناثان بايليس (بالإنجليزية: Jonathan Bayliss)‏ (7 سبتمبر 1926 - 15 أبريل 2009)؛ كاتب مسرحي وروائي أمريكي.